# Daewoo Tacuma
 Tacuma  é um monovolume compacto da Daewoo.